# Édingtonite
L'édingtonite est un minéral du groupe des zéolithes, gris, brun, incolore, rose ou jaune. Sa formule chimique est BaAl2Si3O10·4H2O. Elle a des variétés structurales avec des cristaux tétragonaux, orthorhombiques ou tricliniques,,,. L'IMA lui a attribué le symbole Edi.
Le minéral se trouve dans des cavités de syénites à néphéline, de carbonatites, de veines hydrothermales et de diverses roches mafiques. Elle est associée à la thomsonite, l'analcime, la natrolite, l'harmotome, la brewstérite, la prehnite et la calcite. 

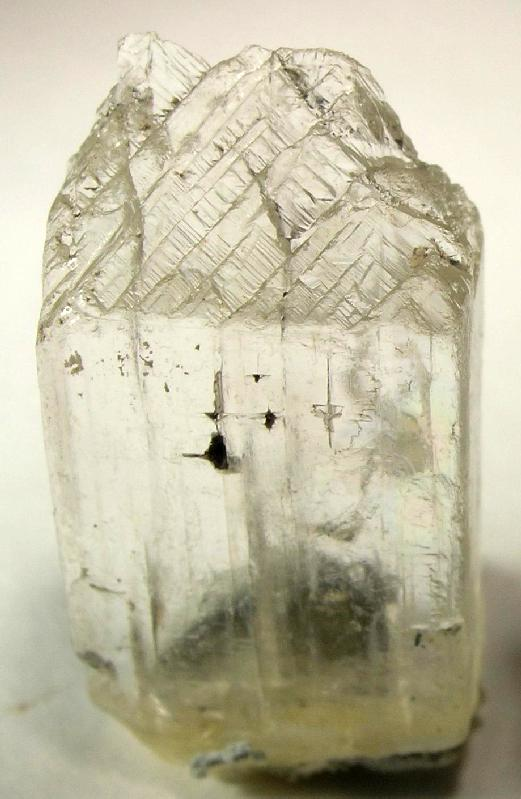
Cristal de qualité gemme :. Bolet, Karlsborg, Suède

Le minéral a été signalé pour la première fois et nommé en l'honneur du collectionneur de minéraux écossais James Edington (1787–1844). D'autres sources lient le nommage au géologue et minéralogiste écossais Thomas Edington (1814-1859). Cependant, comme le minéral ayant été nommé par Wilhelm Karl von Haidinger en 1825, l'ancienne attribution doit être vraie.